# Part of Me (Katy Perry)
Part of Me is een nummer van de Amerikaanse popzangeres Katy Perry. Geproduceerd door Dr. Luke en Max Martin en geschreven door Gottwald, Martin, Perry, Bonnie McKee en Henry Walter werd het door platenfirma Capitol Records op 13 februari 2012 uitgebracht als de leadsingle van de heruitgave van Teenage Dream: Teenage dream: The complete confection, welke op 23 maart 2012 uitkwam.

## Geschiedenis
Verschillende demoversies van Part of Me werden sinds 2010 op het internet gelekt en de muziekcritici het nummer vergeleken met California Gurls, de leadsingle van Teenage Dream uit 2010. Het was een van de nummers die Perry opnam tijdens de sessies voor het moederalbum. Perry werkte op dit nummer met Dr. Luke en Max Martin, met wie zij veel nummers opnam. 
De song lijkt ook wel heel erg op de hit "Tell me what it takes" waarmee de Belgische rockband Soulsister in 1994 een hit scoorde.
Het nummer betreft een protagonist die zich ondanks het verbreken van een relatie nog sterk in zijn schoenen voelt staan. Het is oorspronkelijk geschreven door Bonnie McKee, waarna Perry de tekst aanpaste geïnspireerd haar eigen ervaringen (de breakups met Travis McCoy en Russell Brand).
De videoclip voor het nummer werd op 16 februari opgenomen op de basiskamp van de Amerikaanse Marine in Pendleton te Oceanside in Californië.
Part of Me debuteerde in zowel Nieuw-Zeeland als in de Verenigde Staten op de eerste positie. In het eerstgenoemde land is het haar zevende nummer een-notering, waarmee ze met Mariah Carey gelijk staat. In de Amerikaanse Billboard Hot 100 opende ze de week met een verkoop van 411 duizend exemplaren, de beste eersteweeksverkopen sinds Lady Gaga's Born This Way. Ook in de Verenigde Staten is het voor haar de zevende eerstepositienotering en staat zij met Rihanna gelijk met de meeste eerstepositienoteringen in de jaren tien.

### Videoclip
De videoclip van Part of Me kwam uit op 21 maart 2012. In de video is te zien hoe het vriendje van Perry met andere vrouwen flirt op kantoor. Perry komt hierachter en maakt het uit. Ze wil een nieuw doel in haar leven en knipt haar haar af en kleedt zich stoerder. Dit omdat ze een bordje ziet waarop staat dat vrouwen bij de marine horen. Perry besluit dit te doen en ondergaat loodzware trainingen. Tussen de trainingen door moet ze echter steeds aan haar ex denken.

## Tracklijst
| Nr. | Titel      | Duur  |
| --- | ---------- | ----- |
| 1.  | Part of Me | 03:35 |

## Hitnotering

### Nederlandse Top 40
| Hitnotering: 10-03-2012 t/m 31-03-2012 | Hitnotering: 10-03-2012 t/m 31-03-2012 | Hitnotering: 10-03-2012 t/m 31-03-2012 | Hitnotering: 10-03-2012 t/m 31-03-2012 | Hitnotering: 10-03-2012 t/m 31-03-2012 | Hitnotering: 10-03-2012 t/m 31-03-2012 |
| Week:                                  | 1                                      | 2                                      | 3                                      | 4                                      |                                        |
| -------------------------------------- | -------------------------------------- | -------------------------------------- | -------------------------------------- | -------------------------------------- | -------------------------------------- |
| Positie:                               | 31                                     | 27                                     | 36                                     | 39                                     | uit                                    |

### NederlandseSingle Top 100
| Hitnotering: 25-02-2012 t/m 19-05-2012 | Hitnotering: 25-02-2012 t/m 19-05-2012 | Hitnotering: 25-02-2012 t/m 19-05-2012 | Hitnotering: 25-02-2012 t/m 19-05-2012 | Hitnotering: 25-02-2012 t/m 19-05-2012 | Hitnotering: 25-02-2012 t/m 19-05-2012 | Hitnotering: 25-02-2012 t/m 19-05-2012 | Hitnotering: 25-02-2012 t/m 19-05-2012 | Hitnotering: 25-02-2012 t/m 19-05-2012 | Hitnotering: 25-02-2012 t/m 19-05-2012 | Hitnotering: 25-02-2012 t/m 19-05-2012 | Hitnotering: 25-02-2012 t/m 19-05-2012 | Hitnotering: 25-02-2012 t/m 19-05-2012 | Hitnotering: 25-02-2012 t/m 19-05-2012 | Hitnotering: 25-02-2012 t/m 19-05-2012 |
| Week:                                  | 1                                      | 2                                      | 3                                      | 4                                      | 5                                      | 6                                      | 7                                      | 8                                      | 9                                      | 10                                     | 11                                     | 12                                     | 13                                     |                                        |
| -------------------------------------- | -------------------------------------- | -------------------------------------- | -------------------------------------- | -------------------------------------- | -------------------------------------- | -------------------------------------- | -------------------------------------- | -------------------------------------- | -------------------------------------- | -------------------------------------- | -------------------------------------- | -------------------------------------- | -------------------------------------- | -------------------------------------- |
| Positie:                               | 93                                     | 71                                     | 67                                     | 84                                     | 93                                     | 65                                     | 46                                     | 28                                     | 47                                     | 50                                     | 47                                     | 66                                     | 89                                     | uit                                    |

### VlaamseUltratop 50
| Hitnotering: 07-04-2012 t/m 26-05-2012 | Hitnotering: 07-04-2012 t/m 26-05-2012 | Hitnotering: 07-04-2012 t/m 26-05-2012 | Hitnotering: 07-04-2012 t/m 26-05-2012 | Hitnotering: 07-04-2012 t/m 26-05-2012 | Hitnotering: 07-04-2012 t/m 26-05-2012 | Hitnotering: 07-04-2012 t/m 26-05-2012 | Hitnotering: 07-04-2012 t/m 26-05-2012 | Hitnotering: 07-04-2012 t/m 26-05-2012 | Hitnotering: 07-04-2012 t/m 26-05-2012 |
| Week:                                  | 1                                      | 2                                      | 3                                      | 4                                      | 5                                      | 6                                      | 7                                      | 8                                      |                                        |
| -------------------------------------- | -------------------------------------- | -------------------------------------- | -------------------------------------- | -------------------------------------- | -------------------------------------- | -------------------------------------- | -------------------------------------- | -------------------------------------- | -------------------------------------- |
| Positie:                               | 36                                     | 24                                     | 18                                     | 22                                     | 32                                     | 37                                     | 43                                     | 42                                     | uit                                    |